# 1000-km-Rennen von Spa-Francorchamps 2008

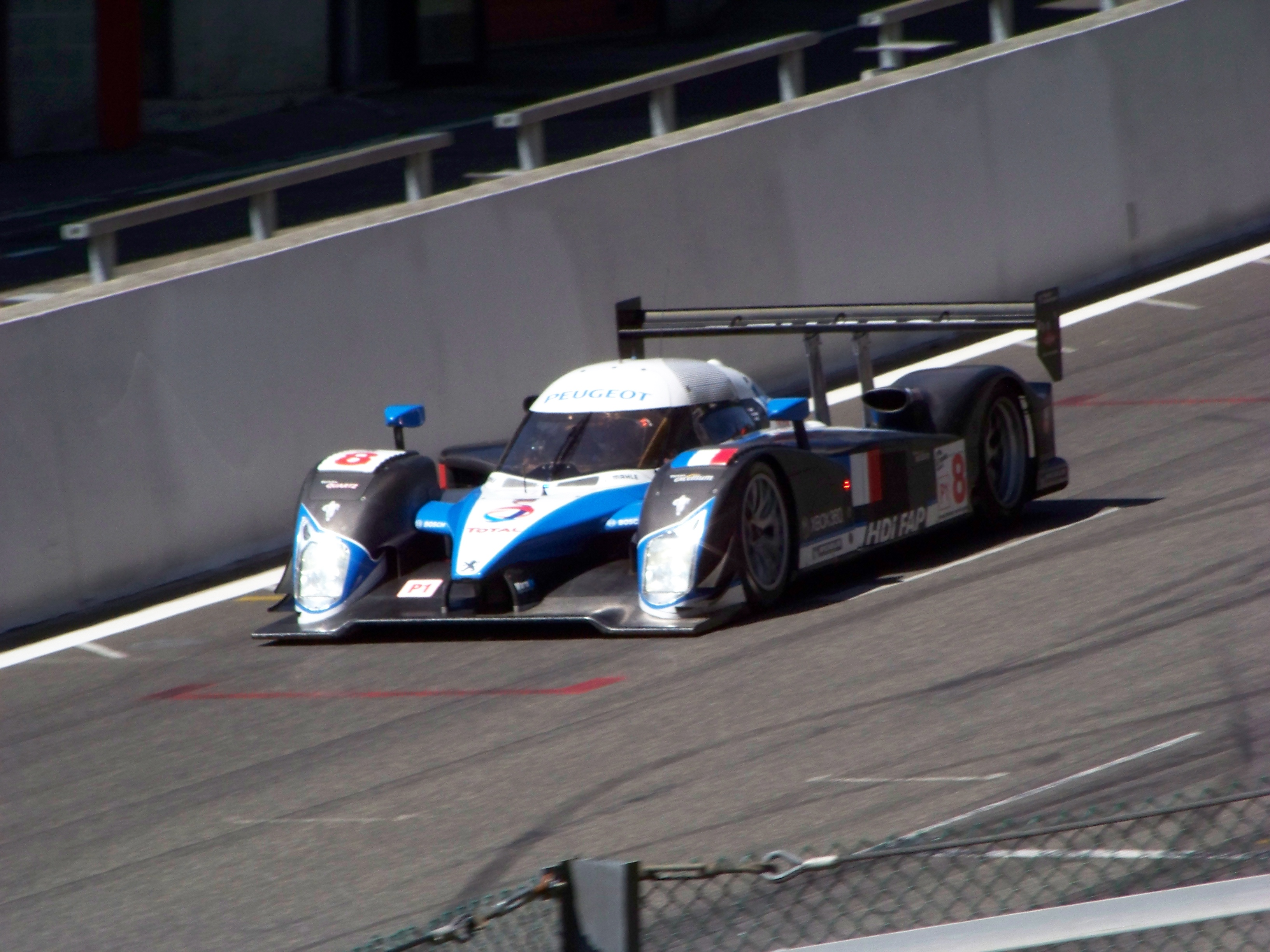
Der Peugeot 908 HDi FAP von Pedro Lamy, Stéphane Sarrazin und Alexander Wurz bei der Anfahrt zur Eau-Rouge-Kurve. In der 56 Runde verunfallte Alexander Wurz dort nach einer Kollision mit Rinaldo Capello im Audi R10 TDI schwer

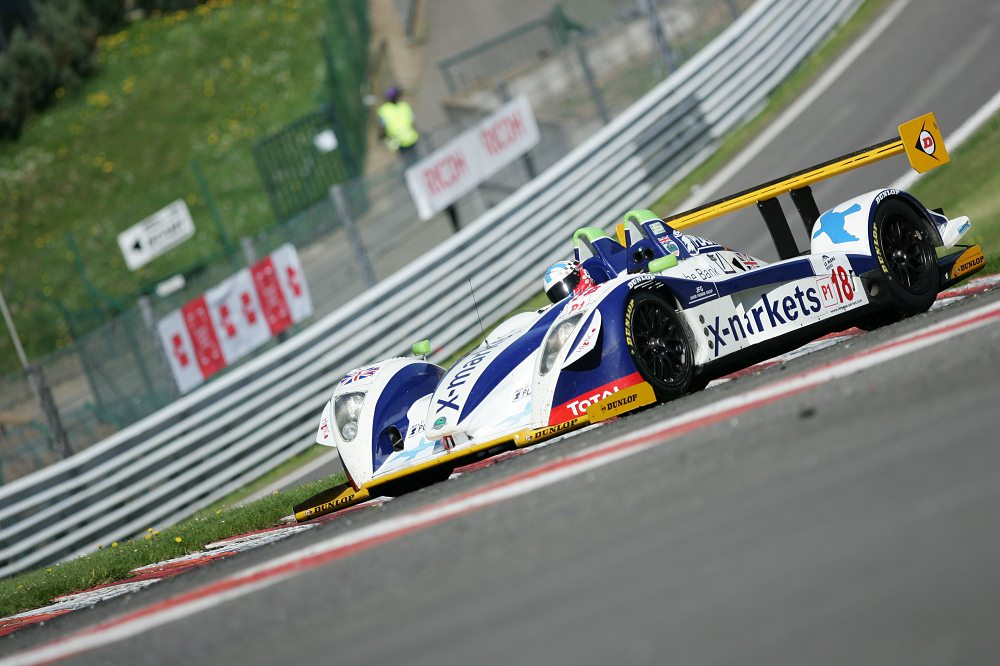
Der finnische Springreiter und Rennfahrer Mikael Forsten im Pescarolo 01

Das 25. 1000-km-Rennen von Spa-Francorchamps, auch 1000 KM of Spa, Le Mans Series, Spa-Francorchamps, fand am 1. Mai 2008 in Spa-Francorchamps statt und war der dritte Wertungslauf der Le Mans Series dieses Jahres.

## Das Rennen
Bei Peugeot nutzte man das Rennen als Vorbereitung auf den Höhepunkt der Sportwagenszene, das 24-Stunden-Rennen von Le Mans. Deswegen kamen in den beiden Einsatzwagen jeweils dritte Fahrer zum Einsatz. Im Wagen mit der Nummer 7 war Jacques Villeneuve dritter Fahrer neben Marc Gené und Nicolas Minassian. Im Wagen mit der Nummer 8 fuhr Alexander Wurz neben Pedro Lamy und Stéphane Sarrazin.
Im Qualifikationstraining sicherte sich Stéphane Sarrazin mit einer Rundenzeit von 1:58,069 Minuten die Pole-Position. Das Rennen wurde eine Runde später als geplant freigegeben, da Joey Foster im Embassy WF01 in der Einführungsrunde von der Strecke abkam und dabei eine Barriere so schwer beschädigte, dass der Rennstart verschoben wurde musste. Nachdem das Rennen endlich freigegeben worden war, übernahm Pedro Lamy im Peugeot die Führung. Dahinter entwickelte sich ein intensiver Zweikampf zwischen dem zweiten Peugeot, gefahren von Nicolas Minassian und dem Audi R10 TDI mit Allan McNish am Steuer. Das Duell endet in einer Kollision der beiden Fahrzeuge in der Schikane von Les Combes. Während Minassian weiterfahren kann, muss McNish nach einem Reifenschaden in langsamer Fahrt die Boxen anfahren. Dessen Teamkollege Rinaldo Capello ist wenig später in eine weitere Kollision mit einem Peugeot verwickelt. Nachdem das Rennen nach einer Safety-Car-Phase wieder freigegeben worden war, versuchte Capello, obwohl einige Runden zurück, den führenden Alexander Wurz in der Eau Rouge zu überholen. Dabei prallte der Audi in den Peugeot, der daraufhin schwer verunfallte. McNish und Capello wurden trotz des turbulenten Rennens am Ende noch Gesamtvierte.
Gesamtsieger wurden Gené, Minassian und Villeneuve im Peugeot mit der Nummer 7. Für Villeneuve, den Formel-1-Weltmeister 1997, war es der erste Sieg bei einem Sportwagenrennen.

## Ergebnisse

### Schlussklassement
| 1               | LMP1 | 7  | Team Peugeot Total        | Marc Gené Nicolas Minassian Jacques Villeneuve                 | Peugeot 908 HDi FAP         | 143 |
| 2               | LMP1 | 2  | Audi Sport Team Joest     | Alexandre Prémat Mike Rockenfeller                             | Audi R10 TDI                | 143 |
| 3               | LMP1 | 6  | Team Oreca Matmut         | Olivier Panis Nicolas Lapierre                                 | Courage-Oreca LC70          | 140 |
| 4               | LMP1 | 1  | Audi Sport Team Joest     | Rinaldo Capello Allan McNish                                   | Audi R10 TDI                | 139 |
| 5               | LMP1 | 16 | Pescarolo Sport           | Jean-Christophe Boullion Emmanuel Collard                      | Pescarolo 01                | 139 |
| 6               | LMP2 | 34 | Van Merksteijn Motorsport | Jos Verstappen Peter van Merksteijn senior                     | Porsche RS Spyder           | 138 |
| 7               | LMP2 | 27 | Horag Racing              | Didier Theys Fredy Lienhard Jan Lammers                        | Porsche RS Spyder           | 138 |
| 8               | LMP2 | 31 | Team Essex                | Casper Elgaard John Nielsen                                    | Porsche RS Spyder           | 135 |
| 9               | LMP1 | 15 | Creation AIM              | Robbie Kerr Stuart Hall                                        | Creation CA07               | 134 |
| 10              | LMP2 | 35 | Saulnier Racing           | Pierre Ragues Matthieu Lahaye                                  | Pescarolo 01                | 134 |
| 11              | LMP1 | 20 | Epsilon Euskadi           | Angel Burgueño Miguel Ángel de Castro                          | Epsilon Euskadi ee1         | 133 |
| 12              | LMP2 | 41 | Trading Performance       | Claude-Yves Gosselin Karim Ojjeh Julian Schroyen               | Zytek 07S                   | 133 |
| 13              | GT1  | 72 | Luc Alphand Aventures     | Luc Alphand Guillaume Moreau Patrice Goueslard                 | Chevrolet Corvette C6.R     | 130 |
| 14              | LMP1 | 4  | Saulnier Racing           | Marc Faggionato Jacques Nicolet Richard Hein                   | Pescarolo 01                | 130 |
| 15              | GT1  | 55 | IPB Spartak Racing        | Peter Kox Roman Rusinov                                        | Lamborghini Murciélago R-GT | 129 |
| 16              | GT1  | 59 | Team Modena               | Antonio García Tomáš Enge                                      | Aston Martin DBR9           | 127 |
| 17              | GT2  | 96 | Virgo Motorsport          | Rob Bell Gianmaria Bruni                                       | Ferrari F430 GTC            | 126 |
| 18              | GT2  | 77 | Team Felbermayr-Proton    | Marc Lieb Alex Davison                                         | Porsche 997 GT3 RSR         | 126 |
| 19              | GT2  | 88 | Team Felbermayr-Proton    | Horst Felbermayr junior Christian Ried Horst Felbermayr senior | Porsche 997 GT3 RSR         | 123 |
| 20              | GT2  | 94 | Speedy Racing Team        | Andrea Chiesa Benjamin Leuenberger Iradj Alexander             | Spyker C8 Laviolette GT2R   | 123 |
| 21              | GT2  | 99 | JMB Racing                | Alain Ferté Ben Aucott                                         | Ferrari F430 GTC            | 123 |
| 22              | GT2  | 76 | Imsa Performance Matmut   | Richard Lietz Raymond Narac                                    | Porsche 997 GT3 RSR         | 122 |
| 23              | GT2  | 98 | JMB Racing                | Peter Kutemann Bo McCormick Stéphane Daoudi                    | Ferrari F430 GTC            | 122 |
| 24              | GT1  | 61 | Strakka Racing            | Peter Hardman Nick Leventis                                    | Aston Martin DBR9           | 121 |
| 25              | GT2  | 95 | James Watt Automotive     | Paul Daniels Markus Palttala Tim Sugden                        | Porsche 997 GT3 RSR         | 121 |
| 26              | GT2  | 85 | Snoras Spyker Squadron    | Peter Dumbreck Ralf Kelleners Alex Vassiliev                   | Spyker C8 Laviolette GT2R   | 118 |
| 27              | LMP1 | 18 | Rollcentre Racing         | João Barbosa Vanina Ickx Mikael Forsten                        | Pescarolo 01                | 112 |
| 28              | LMP2 | 25 | RML                       | Thomas Erdos Mike Newton                                       | MG Lola EX265               | 111 |
| 29              | LMP1 | 10 | Charouz Racing System     | Stefan Mücke Jan Charouz                                       | Lola B08/60                 | 107 |
| 30              | LMP2 | 26 | Bruichladdich Radical     | Jens Petersen Marc Rostan Jan-Dirk Lueders                     | Radical SR9                 | 106 |
| Ausgefallen     |      |    |                           |                                                                |                             |     |
| 31              | LMP1 | 17 | Pescarolo Sport           | Harold Primat Christophe Tinseau                               | Pescarolo 01                | 137 |
| 32              | LMP2 | 33 | Speedy Racing Team Sebah  | Xavier Pompidou Andrea Belicchi Steve Zacchia                  | Lola B08/80                 | 128 |
| 33              | GT2  | 91 | Farnbacher Racing         | Richard Westbrook Lars-Erik Nielsen Allan Simonsen             | Porsche 997 GT3 RSR         | 95  |
| 34              | GT2  | 90 | Farnbacher Racing         | Pierre Kaffer Pierre Ehret                                     | Ferrari F430 GTC            | 93  |
| 35              | LMP2 | 45 | Embassy Racing            | Warren Hughes Jonny Kane                                       | WF01                        | 77  |
| 36              | LMP1 | 3  | Scuderia Lavaggi          | Giovanni Lavaggi Wolfgang Kaufmann                             | Lavaggi LS1                 | 66  |
| 37              | LMP2 | 32 | Barazi Epsilon            | Michael Vergers Juan Barazi Fernando Rees                      | Zytek 07S                   | 62  |
| 38              | LMP1 | 8  | Team Peugeot Total        | Pedro Lamy Stéphane Sarrazin Alexander Wurz                    | Peugeot 908 HDi FAP         | 56  |
| 39              | GT2  | 75 | Imsa Performance Matmut   | Richard Balandras Michel Lecourt                               | Porsche 997 GT3 RSR         | 49  |
| 40              | LMP2 | 40 | Quifel ASM Team           | Olivier Pla Miguel Amaral                                      | Lola B05/40                 | 35  |
| 41              | GT1  | 73 | Luc Alphand Aventures     | Jean-Luc Blanchemain Sébastien Dumez Stéphane Lémeret          | Chevrolet Corvette C6.R     | 26  |
| Nicht gestartet |      |    |                           |                                                                |                             |     |
| 42              | LMP2 | 37 | WR Salini                 | Stéphane Salini Philippe Salini Patrice Roussel                | WR LMP 2008                 | 1   |
| 43              | LMP1 | 44 | Kruse Schiller Motorsport | Hideki Noda Jean de Pourtales                                  | Lola B05/40                 | 2   |
| 44              | LMP2 | 46 | Embassy Racing            | Tom Kimber-Smith Joey Foster                                   | WF01                        | 3   |

1 Unfall im Training
2 Unfall im Training
3 Unfall in der Einführungsrunde

### Nur in der Meldeliste
Hier finden sich Teams, Fahrer und Fahrzeuge, die ursprünglich für das Rennen gemeldet waren, aber aus den unterschiedlichsten Gründen daran nicht teilnahmen.
| Pos. | Klasse | Nr. | Team                  | Fahrer                        | Chassis                     |
| ---- | ------ | --- | --------------------- | ----------------------------- | --------------------------- |
| 45   | LMP1   | 21  | Epsilon Euskadi       |                               | Epsilon Euskadi ee1         |
| 46   | LMP2   | 30  | Racing Box            | Filippo Francioni Marco Didao | Lucchini LMP2-08            |
| 47   | GT2    | 93  | James Watt Automotive | Alan van der Merwe            | Aston Martin V8 Vantage GT2 |

### Klassensieger
| Klasse | Fahrer         | Fahrer                      | Fahrer             | Fahrzeug                | Platzierung im Gesamtklassement |
| ------ | -------------- | --------------------------- | ------------------ | ----------------------- | ------------------------------- |
| LMP1   | Marc Gené      | Nicolas Minassian           | Jacques Villeneuve | Peugeot 908 HDi FAP     | Gesamtsieg                      |
| LMP2   | Jos Verstappen | Peter van Merksteijn senior |                    | Porsche RS Spyder       | Rang 6                          |
| GT1    | Luc Alphand    | Guillaume Moreau            | Patrice Goueslard  | Chevrolet Corvette C6.R | Rang 13                         |
| GT2    | Rob Bell       | Gianmaria Bruni             |                    | Ferrari F430 GTC        | Rang 17                         |

### Renndaten
- Gemeldet: 47
- Gestartet: 41
- Gewertet: 30
- Rennklassen: 4
- Zuschauer: 35000
- Wetter am Renntag: warm und trocken
- Streckenlänge: 7,004 km
- Fahrzeit des Siegerteams: 5:17:48,566 Stunden
- Gesamtrunden des Siegerteams: 143
- Gesamtdistanz des Siegerteams: 1001,572 km
- Siegerschnitt: 189,062 km/h
- Pole Position: Stéphane Sarrazin – Peugeot 908 HDi FAP (#8) – 1:58,069 = 213,526 km/h
- Schnellste Rennrunde: Nicolas Minassian – Peugeot 908 HDi FAP (#7) – 1:59,883 = 210,295 km/h
- Rennserie: 3. Lauf zur Le Mans Series 2008